# Hideki Yoshioka
Hideki Yoshioka (jap. 吉岡 秀樹, Yoshioka Hideki; * 6. Juni 1972 in der Präfektur Mie) ist ein ehemaliger japanischer Fußballspieler.

## Karriere
Seinen ersten Vertrag unterschrieb bei Yokohama Flügels. Der Verein spielte in der höchsten Liga des Landes, der J1 League. 1993 gewann er mit dem Verein den Kaiserpokal. Für den Verein absolvierte er 13 Erstligaspiele. 1996 wechselte er zum Ligakonkurrenten Gamba Osaka. Ende 1996 beendete er seine Karriere als Fußballspieler.

## Erfolge
Yokohama Flügels
- Kaiserpokal

Sieger: 1993